# Jasmine Jae
Jasmine Jae, pseudonimo di Jennifer Smith (Birmingham, 31 agosto 1981), è un'attrice pornografica e regista pornografica britannica, attiva dal 2012 come attrice, ha debuttato nel 2020 nella regia.

## Biografia
Nata Jennifer Smith a Birmingham, è vissuta sempre in Inghilterra tranne un breve periodo negli Stati Uniti a Houston in Texas.
Il suo primo lavoro, durante gli studi universitari, fu in un negozio di abbigliamento. Laureata in gestione aziendale, lavorò per diversi anni come direttrice del marketing.
Entrò nell'industria del porno nel 2012 su suggerimento di Keiran Lee incontrato ad una festa con il quale ha girato anche la sua prima scena per Brazzers con lo pseudonimo di Jasmine Jae. A suo dire, si era ispirata per la scelta del nome Jasmine dalla principessa protagonista del film d'animazione Disney Aladdin del 1992, mentre il cognome Jae era stato determinato casualmente. Nello stesso anno anche suo marito, l'attore di teatro scozzese Craig Chalmers, con cui è sposata dal 2009, esordì nel porno con lo pseudonimo di Ryan Ryder.
Nel 2018 fu la prima britannica ad aggiudicarsi il Premio AVN per la migliore attrice straniera. Ha tatuato il simbolo della Vergine sul fianco destro, oltre alla scritta "Raiha" sopra il pube e il simbolo dello Swoosh sulla parte bassa della schiena.

## Vita privata
Jasmine Jae è sposata con il produttore e attore pornografico Ryan Ryder.

## Riconoscimenti
- AVN Awards
  - 2018 – Female Foreign Performer Of The Year[11]
- XBIZ Awards
  - 2017 – Best Sex Scene - Parody Release per Storm of Kings con Anissa Kate e Ryan Ryder[12]